# MAA-1B Piranha
El MAA-1B Piranha es un misil aire-aire de cuarta generación producido por Mectron bajo un programa de empresa conjunta con Airbus Defence and Space. El proyecto se encuentra en la etapa final de desarrollo bajo la fase de calificación, con más de 40 vuelos guiados completados en abril de 2012. Se espera que la producción comience en 2013.
El nuevo misil equipará los aviones F-5EM, AMX A-1M Falcao, A-29 Super Tucano y el futuro JAS 39 Gripen NG de la Fuerza Aérea Brasileña.

## Desarrollo
El misil está equipado con un buscador de dos colores, con un ángulo de visión de 70 grados con una velocidad de seguimiento de 40 grados por segundo y un alcance un 50% más largo, así como mejoras en la maniobrabilidad logradas al cambiar la aerodinámica de los controles de vuelo del misil original. El MAA-1B puede ser designado por el radar del avión o el casco HMD.
El período de desarrollo fue mucho más rápido a la luz de las lecciones aprendidas de la piraña MAA-1A. El proyecto se inició en 2005 con la producción de preseries programada para el segundo semestre de 2008, con pruebas y aprobación para fines de 2008. La operación está programada para 2009. El proyecto MAA-1B recibió un presupuesto de $ 3 millones en 2006 También en 2006 se completó la octava etapa del proyecto (11 en total). La conclusión de la undécima fase está prevista para octubre de 2008.
En noviembre de 2008, se llevaron a cabo tres ensayos de disparo en tierra en las instalaciones de Avibras, las pruebas formaron parte de la etapa de requisitos de prueba y tuvieron éxito. La mejora del sistema de propulsión del misil está siendo realizada conjuntamente por el IAE (Instituto de Aeronáutica y Espacio) y Mectron, Avibrás.

## Diseño
La configuración de canard es de tipo doble, compuesta por cuatro canards fijos, seguida por cuatro canards móviles y dos aletas para controlar el giro longitudinal. La retirada de los rollerons sugiere que el misil tiene un sistema de piloto automático digital que es necesario para los misiles de alta velocidad. El actuador tiene el doble de potencia que los actuadores del modelo Alpha y puede extraer 60 g. El motor tendrá un nuevo propelente "sin humo" que aumentará el rango hasta en un 50% con el impulso de dos etapas que se queman durante seis segundos en lugar de dos segundos de MAA-1A Piranha. El piloto puede elegir el tipo de modo de operación según la amenaza, optimizando el rendimiento para cada objetivo. La longitud y el diámetro se mantuvieron, pero el peso aumentó un poco. El software será diferente para que el F-5EM no lo perciba como un MOR-1A y no disfrute de su capacidad total. El sensor de cámara termográfica infrarroja de antimonio de indio y teluro de plomo tiene seis elementos con un amplio rango de búsqueda. El misil puede considerarse la Cuarta Generación, considerada por los expertos como superior al R-73 ruso pero menos que el Python IV israelí, con precios mucho más bajos que los similares en el mercado. El costo estimado es de $ 250-300 mil.

## Historia
El Mectron / CTA / IAE / Avibras presentó un nuevo conjunto de misiles aire-aire MAA-1B (Bravo) durante LAAD 2007. El misil utiliza la estructura principal del fuselaje, la ojiva y la boquilla de proximidad y el impacto del MAA-1A ( Alfa), el resto es completamente nuevo. El nuevo sensor de banda dual (UV e IR) tiene el 80% de la nacionalización, con una gran capacidad contra las contramedidas, una alta capacidad de desviación (hasta 90 grados) con un navegador de muy alta velocidad y se puede apuntar al objetivo por radar El casco del piloto o realizar la búsqueda autónoma. El piloto automático está programado para monitorear el tipo "búsqueda de retardo" en un acoplamiento frontal similar al Python-4.

## Usuarios y potenciales o futuros operadores.
Brasil
- Fuerza Aérea Brasileña
- Marina de Brasil

 Pakistán
- Fuerza Aérea de Pakistán - Un número desconocido de misiles MAA-1 Piranha fue entregado en junio de 2010. Una Carta de intención fue firmada por Pakistán para adquirir el MAA-1B Piranha.[1][2]

## Misiles similares
- Vympel R-73
- Python IV